# Freni magnetici

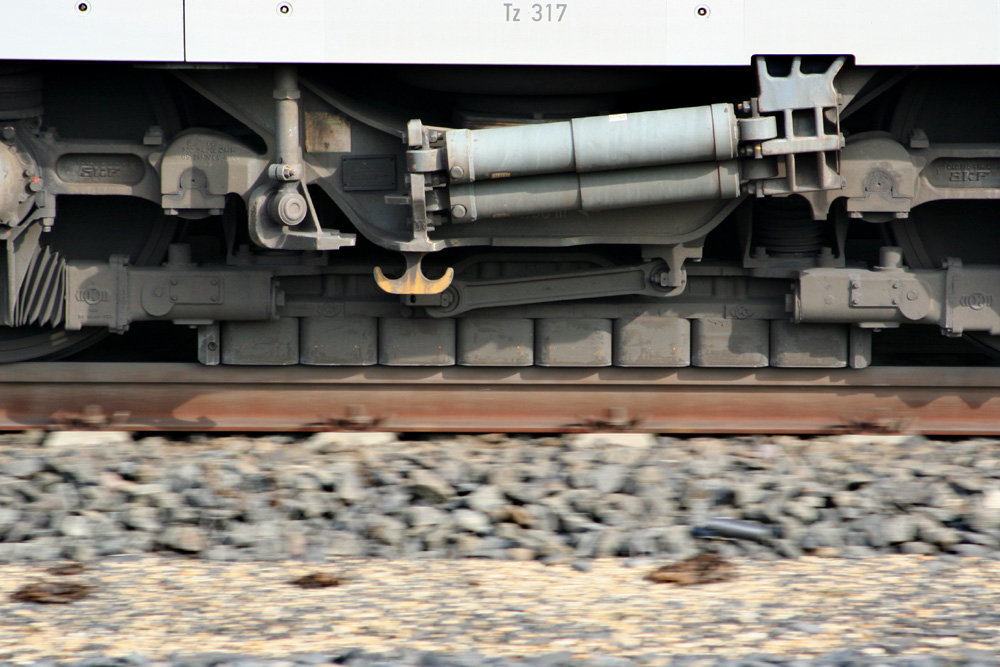
Freno elettromagnetico a correnti parassite di un ICE 3 tedesco.

Diagramma di un freno a correnti parassite disco

Un freno magnetico, come un comune freno ad attrito, è un dispositivo utilizzato per rallentare un veicolo, come un treno o un convoglio di una attrazione per parchi di divertimento. A differenza dei freni ad attrito, che applicano una forza fra due parti in movimento relativo, i freni magnetici rallentano un mobile generando correnti parassite per induzione elettromagnetica.  La forza di rallentamento interviene senza contatto fra le parti, ed è dovuta alla trasformazione in calore delle correnti indotte. Il freno magnetico è quindi esente da usura.
I freni magnetici possono essere elettromagnetici o a magneti permanenti: nel secondo caso non è richiesto l'intervento di una fonte di energia per frenare.
Lo stesso principio fisico può essere anche utilizzato per spingere un mobile, se la parte normalmente fissa viene invece mossa ad una velocità superiore a quella che il mobile deve raggiungere. Questa variante non sarà tuttavia trattata qui di seguito. Questo stesso principio è d'altronde la base dei motori asincroni a gabbia di scoiattolo.
Il principio del freno magnetico è stato brevettato oltre un secolo fa.

## Principio di funzionamento
Quando una lastra di un metallo buon conduttore di elettricità (rame, alluminio ed anche acciaio al carbonio) si muove all'interno di un campo magnetico, nella lastra si creano tensioni indotte che generano correnti parassite (o correnti di Foucault). Queste generano un campo magnetico, che opponendosi a quello del generatore del campo magnetico iniziale, svolge la funzione frenante desiderata. A causa della resistività elettrica della lastra conduttrice, le correnti parassite generano calore, e quindi il mobile perde energia cinetica. Le proprietà magnetiche della lastra non giocano alcun ruolo nel fenomeno: possono essere di disturbo per effetto dell'attrazione magnetica che tende a spostare la lastra dalla sua sede, oppure possono essere utilizzate per incrementare l'azione frenante, lasciando che la lastra entri in contatto con il magnete, generando attrito. La conducibilità elettrica del metallo conduttore ha invece un ruolo determinante sull'azione frenante.

## Forza frenante[3]
La forza frenante dipende da diversi parametri:
- La conducibilità del metallo: le correnti indotte sono direttamente proporzionali alla conducibilità elettrica del materiale. Quindi una lastra di rame, a parità di ogni altra condizione, frena più di una lastra di alluminio.
- Spessore della lastra: anche qui le correnti indotte sono direttamente proporzionali allo spessore del materiale.
- Intensità del campo magnetico: le correnti indotte sono proporzionali al quadrato dell'induzione magnetica. È quindi particolarmente interessante utilizzare campi magnetici potenti.
- Direzione del campo magnetico: la massima azione frenante si ottiene quando il movimento avviene in direzione perpendicolare alle linee di forza di un campo magnetico per quanto possibile uniforme.
- Traferro del circuito magnetico: a parità di altre condizioni, lo spazio riservato al passaggio della lastra conduttrice determina l'intensità del campo magnetico che lo attraversa. Un suo aumento, ad esempio per aumentare il gioco nel passaggio della lastra, fa diminuire l'azione frenante.
- Area della lastra intercettata dal campo magnetico: per consentire la libera circolazione delle correnti indotte, l'area della lastra che è sottoposta al campo magnetico deve essere la più ampia possibile, e dovrebbe anche estendersi un poco al di fuori del campo stesso.
- Forma della lastra: la presenza di fori o intagli nella lastra conduttrice può anche fortemente impedire, fino a quasi annullare, l'effetto frenante, come è noto da classici esperimenti da laboratorio di fisica (pendolo di Waltenhofen[4]).
- Velocità: l'effetto frenante è fortemente dipendente dalla velocità relativa fra campo magnetico e lastra conduttrice.

Più in particolare, a basse velocità la forza frenante è proporzionale alla velocità stessa, e quindi la frenata è di tipo viscoso. Con l'aumentare della velocità, invece, la forza frenante raggiunge un massimo e poi lentamente decresce, fin quasi ad annullarsi a velocità molto elevate. In quest'ultima condizione il campo magnetico indotto nel conduttore genera anche una forza di repulsione che si mantiene costante con la velocità: questo fenomeno ha portato ad immaginare treni a levitazione magnetica che sfruttano il principio per sostentarsi senza contatto con la via di corsa.
Un'altra conseguenza di quanto precede è che il freno magnetico non offre alcuna resistenza a velocità nulla, cioè non è in grado di trattenere il veicolo all'arresto. Per converso esso è dotato di una naturale funzione tipo ABS, poiché non soffre dei problemi di scivolamento che possono presentare i freni ad attrito, ed è quindi particolarmente affidabile.

## Forme costruttive

### Freno magnetico ruotante

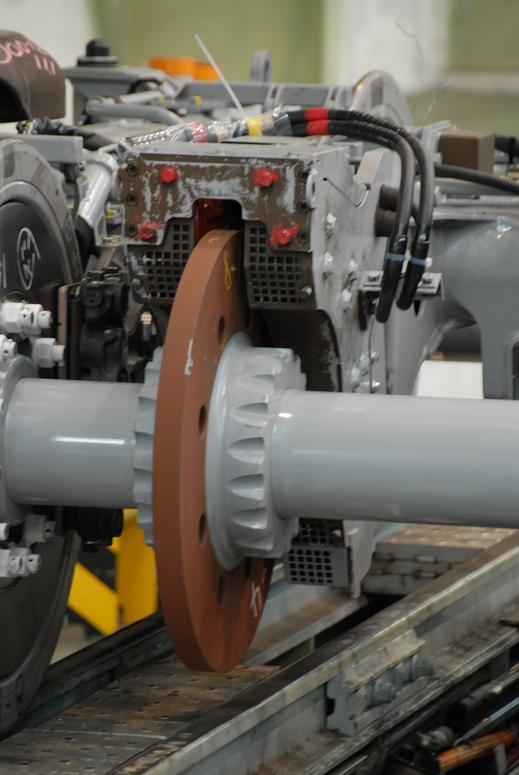
Freno magnetico ruotante utilizzato sullo Shinkansen Serie 700

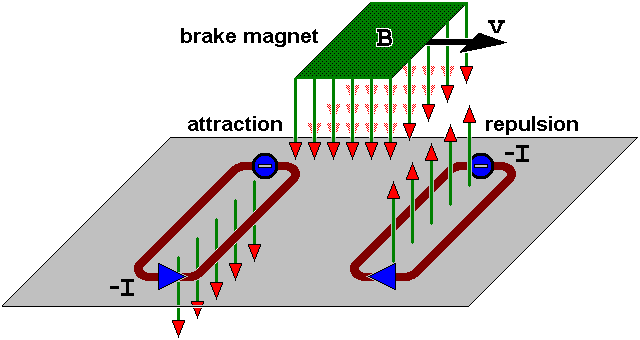
Il principio di freno magnetico lineare

I freni magnetici ruotanti hanno una struttura simile a quella dei motori elettrici: un disco di metallo conduttore, preferibilmente non ferromagnetico (rotore), ruota all'interno di un campo magnetico generato da bobine o da magneti permanenti. Nel caso delle bobine (o elettromagneti), la forza frenante può essere dosata regolando la corrente di alimentazione. Il risultato dell'azione frenante è la generazione di calore nel disco, che va opportunamente disperso.
I treni giapponesi Shinkansen hanno utilizzato freni a correnti parassite fin dalla Serie 100. Tuttavia nella serie N700 questi sono stati sostituiti da freni rigenerativi.

### Freno magnetico lineare
Nel freno magnetico lineare la lastra conduttrice ed i magneti sono disposti lungo il percorso. Sono possibili due principali forme costruttive:
- Il magnete si trova sul veicolo e la lastra conduttrice sulla via di corsa: in questo caso la lastra conduttrice può essere costituita dal binario, soluzione adottata per i treni. Altrimenti, anche per ottenere maggiore efficienza, la lastra conduttrice può essere autonoma, ma la frenata potrà intervenire solo nelle posizioni in cui la lastra è montata
- Il magnete si trova sulla via di corsa e la lastra conduttrice sul veicolo: questa soluzione evita di appesantire il veicolo, ma può essere più onerosa per l'impiego di un maggior numero di magneti.

## Applicazioni

### Veicoli ferroviari
Il freno magnetico o a correnti parassite è divenuto di impiego corrente in Europa con l'entrata in servizio del treno tedesco ICE 3 nel 2000. A differenza del caso dei treni a sospensione magnetica, il campo magnetico si sviluppa longitudinalmente, e non trasversalmente, al binario. Il nucleo dell'elettromagnete non entra in contatto con il binario, ma viene mantenuto ad una distanza di circa 7 mm da questo. Il problema di questa realizzazione è dato dall'effetto pelle, che confina le correnti parassite ad una piccola parte della sezione del binario, come conseguenza delle alte frequenze generate per la elevata velocità del treno. Il freno a correnti parassite trasforma l'energia cinetica del veicolo in calore. Esso non è soggetto ad usura e la forza di intervento è indipendente dall'attrito ruota-binario.
I freni magnetici dell'ICE 3 vengono azionati principalmente ad alta velocità, ma funzionano anche poco prima dell'arresto. Per utilizzarli è necessario che il binario sia specialmente adattato, per evitare problemi di sicurezza. Sull'intero percorso, e quindi anche come freno di servizio, questi freni sono attualmente utilizzati in Germania solo sulle linee Colonia-Reno/Main e Norimberga-Ingolstadt. Infatti solo con un binario specialmente adattato si possono sopportare in sicurezza le sollecitazioni meccaniche e termiche indotte dall'effetto frenante.
Tuttavia, ben prima dell'ICE, il freno a pattini elettromagnetici veniva usato sui veicoli tramviari. A Genova per esempio era in uso corrente sulle 94 motrici bidirezionali serie 900 (cosiddette "Littorine") costruite a partire dal 1938, e sulle 4 articolate serie 900, e vi rimase sino alla cessazione del servizio tranviario avvenuta il 27 dicembre 1966.
Nella giornata del 20 Febbraio 2025, dopo il necessario attrezzaggio dei carrelli, è stato inviato a Torino Stura il Frecciarossa ETR 400 n.44 che ha ricevuto i freni magnetici su alcuni carrelli che equipaggeranno i 9 complessi "DAI" modificati per il servizio interoperabile sotto catenaria 15kV ca 16 2/3 Hz di Austria e Germania.

### Dinamometro
Il freno magnetico viene utilizzato nei banchi di prova motori. Ai vantaggi della buona controllabilità e delle dimensioni contenuta si oppongono gli svantaggi del calore generato e della impossibilità di utilizzarli come sistema di spinta.

### Attrezzature per il fitness
Il freno magnetico, sia elettromagnetico che a magneti permanenti, trova un impiego sempre più vasto nelle attrezzature per palestra, in particolare cyclette e tapis roulant. Nella versione elettromagnetica si distingue per la possibilità di controllo fine, anche tramite microprocessore.

### Attrazioni
L'impiego di freni a magneti permanenti si diffonde sempre più nel campo delle giostre, in particolare nelle torri a caduta e nelle montagne russe. Rispetto ai tradizionali freni ad attrito, i vantaggi consistono nella dolcezza e progressività di intervento, nell'assenza di usura e nella affidabilità dovuta al funzionamento senza una fonte di energia.
Secondo il tipo di vettura e di percorso nelle montagne russe, possono aversi magneti sotto la vettura, con barra conduttrice fissata sul binario, oppure una lama conduttrice fissata sotto o di fianco alla vettura ed i magneti sul binario. Questi ultimi sono talvolta resi estraibili, per consentire di regolare l'azione frenante in funzione del carico e per agevolare la ripartenza del treno.
Il tipo con magneti sotto la vettura viene impiegato soprattutto per montagne russe con velocità elevata e quindi lunghe distanze di frenata; infatti la realizzazione risulta generalmente più economica, poiché l'elemento di maggior costo di questi freni è rappresentato dai magneti. Questa disposizione trova impiego anche nelle montagne russe lanciate, dove si raggiungono anche velocità superiori a 200 km/h: infatti è necessario prevedere un freno di sicurezza in caso di lancio non riuscito e ritorno del treno all'indietro. In questo caso le lame frenanti sul binario vengono abbassate durante il lancio e rialzate immediatamente dopo.
Nelle torri a caduta l'impiego di questo tipo di freno è reso indispensabile per la grande affidabilità. Generalmente i magneti sono montati sulla vettura e le lame conduttrici sulla pista verticale. Si impiegano lame conduttrici di materiali diversi con l'altezza, in modo da ottenere una frenata per quanto possibile uniforme.

### Veicoli commerciali
Il vantaggio dell'assenza di usura rende questi freni interessanti anche per l'uso su camion. Alcuni costruttori tedeschi sono: Voith, Telma, Knorr.

### Apparecchi di misura
Alcuni misuratori e contatori di elettricità utilizzano lo stesso principio per smorzare il movimento degli aghi indicatori.